# چهره‌هایی در یک چشم‌انداز
چهره‌هایی در یک چشم‌انداز (انگلیسی: Figures in a Landscape) یک فیلم بریتانیایی جنگی، معمایی و درام به نویسندگی رابرت شاو و کارگردانی جوزف لوزی محصول سال ۱۹۷۰ است. از بازیگران آن می‌توان به رابرت شاو، مالکوم مک‌داول، راجر لوید-پک، پاملا براون و کریستوفر مالکوم اشاره کرد.
فیلم از آثار رمزآلود جوزف لوزی است؛ دیالوگ و نماهای بلند دو عنصر کلیدی چهره‌هایی در یک چشم‌انداز هستند و به لحاظ امساک در ارائه اطلاعات دربارهٔ شخصیت‌ها، محل واقعه و دیگر اطلاعات پس‌زمینه، اثری انقلابی به‌شمار می‌رود.